# Seznam juniorských mistryň světa v orientačním běhu – middle
Seznam juniorských mistryň světa v orientačním běhu na střední trati (middlu) seřazen podle data od roku 1991, kdy se tento závod na mistrovství začala konat.
| Rok      | Zlato                         | Stříbro               | Bronz                            | Parametry            |
| -------- | ----------------------------- | --------------------- | -------------------------------- | -------------------- |
| JMS 1991 | Kristin Liebichová            | Johanna Tiiraová      | Karolina Arewång                 | 4.43 km, 11 kontrol  |
| JMS 1992 | Barbara Baczeková             | Riita Korpelaová      | Elisabeth Ingvaldsenová          | 2.8 km, 8 kontrol    |
| JMS 1993 | Tenna Norgaardová             | Satu Mäkitammiová     | Liisa Anttilaová                 | 3.35 km, 12 kontrol  |
| JMS 1994 | Synne Leaová                  | Pia Olssonová         | Terhi Hyttinenová                | 3.9 km, 9 kontrol    |
| JMS 1995 | Christina Gröndahlová         | Karin Schmalfeldová   | Iva Navrátilová                  | 3.52 km, 10 kontrol  |
| JMS 1996 | Enikõ Feyová                  | Bjork Annikaová       | Julia Morozová                   | 3.79 km, 9 kontrol   |
| JMS 1997 | Hanna Heiskanenová            | Kateřina Mikšová      | Heli Jukkolaová                  | 4.2 km, 14 kontrol   |
| JMS 1998 | Tatiana Pereliaeva            | Astrid Fritschiová    | Hanna Heiskanenová               |                      |
| JMS 1999 | Regula Hulligerová            | Salla Sukkiová        | Johanna Seppinenová              | 3.95 km, 14 kontrol  |
| JMS 2000 | Camilla Berglundová           | Maria Bergkvistová    | Minna Kauppiová                  |                      |
| JMS 2001 | Minna Kauppiová               | Ieva Sargautyteová    | Kajsa Nilssonová                 | 3.903 km, 11 kontrol |
| JMS 2002 | Minna Kauppiová               | Indre Valaiteová      | Martina Fritschyová              | 3.8 km, 13 kontrol   |
| JMS 2003 | Laura Hokkaová                | Signe Søesová         | Eveli Saueová                    | 3.7 km, 12 kontrol   |
| JMS 2004 | Helena Janssonová             | Radka Brožková        | Anni-Maija Finckeová             | 4.13 km, 12 kontrol  |
| JMS 2005 | Anna Perssonová               | Heini Wennmanová      | Hanny Allstonová                 | 3.0 km, 14 kontrol   |
| JMS 2006 | Betty Ann Bjerkreim Nilsenová | Ulrika Uotilaová      | Signe Klintingová                | 3.6 km, 14 kontrol   |
| JMS 2007 | Jenny Lönnkvistová            | Ida Marie Bjørgulová  | Tatyana Mendelová Saila Kinniová | 3.6 km, 21 kontrol   |
| JMS 2008 | Venla Niemiová                | Beata Falková         | Karine D`Harrevilleová           | 3.0 km, 12 kontrol   |
| JMS 2009 | Tove Alexanderssonová         | Britt Ingunn Nydalová | Ida Bobachová                    | 3.1 km, 15 kontrol   |
| JMS 2010 | Tove Alexanderssonová         | Lilian Forsgrenová    | Sarina Jenzerová                 | 3.9 km, 21 kontrol   |
| JMS 2011 | Ida Bobachová                 | Tove Alexanderssonová | Emma Klingenbergová              | 3.46 km, 14 kontrol  |
| JMS 2012 | Tove Alexanderssonová         | Frida Sandbergová     | Sandrine Müllerová               | 3.6 km, 17 kontrol   |
| JMS 2013 | Miri Thrane Odumová           | Lisa Risbyová         | Mathilde Rundhaugová             | 3.0 km, 14 kontrol   |